# Peter Hrncir
Peter Hrncir (* ca. 1938) ist ein ehemaliger österreichischer Fußballspieler. Er spielte als Halb- und Mittelstürmer. Er spielte in den 1950er und 1960er Jahren in Österreich bei FK Austria Wien, in Venezuela bei Deportivo Danubio und in Australien in Sydney beim Hakoah Club und dem Sydney FC Prague, wo er mehrere Meisterschaften gewann.

## Karriere
Bei FK Austria Wien fand er erstmals Zugang zur Kampfmannschaft, als er für diese in der Saison 1956/57 in zwei Freundschaftsspielen antrat. In der folgenden Saison kam er zu seinem ersten Einsatz in der Staatsliga A, wie die höchste Spielklasse in Österreich damals hieß. In der Saison 1958/59 bestritt er im November zwei weitere Erstligaspiele für die Austria. Im Februar 1959 nahm er noch an einem Freundschaftsspiel gegen den FC Wien teil. Die Austria wurde in jenen beiden Saisonen Achter und Vierter.
Danach ging er nach Venezuela und spielte dort für den von ungarischen Einwanderern getragenen Erstligisten Deportivo Danubio in der Hauptstadt Caracas, der in seiner zweiten und letzten Saison in der ersten Liga des Landes Dritter unter fünf Teilnehmern wurde.
Im September 1959 wechselte der damals 21-jährige Hrncir zum Hakoah Club in der australischen Metropole Sydney. Dem Verein wurde Hrncir von Leo Baumgartner und Walter Tamandl, zwei früheren Austria-Spielern die 1958, bzw. 1959 nach Australien kamen, anempfohlen. Der Vereinspräsident Walter Sternberg, ein Diamantenimporteur und Uhrenhändler, übernahm persönlich die damals immensen Kosten für den Flug Hrncirs nach Sydney. Hakoah spielte in der Liga von Neusüdwales, die den Süden des Staates inklusive Sydney repräsentierte. Der Norden des Staates hatte seinen eigenen Verband. Einen nationalen Fußballwettbewerb gab es in Australien weiland nicht.
Die Meisterschaft war zweigeteilt: zunächst gab es die Ausspielung einer Liga mit Hin- und Rückspielen gefolgt von einem Play-off um die Teilnahmen am Grand Final, in dem der Meister ermittelt wurde. Der Meister der Ligaphase wird als „Premier“ bezeichnet.
Hakoah gelang es in der Zeit von Hrncir dort, nicht die Liga zu gewinnen, konnte allerdings in den Jahren 1961, mit 4:1 gegen Canterbury-Marrickville, und 1962 das Grand Final um die Meisterschaft für sich entscheiden. Bei letzterem war er aber nicht mehr dabei.
Im Juni 1962 transferierte er zum Sydney FC Prague, von wo im Gegenzug sein Landsmann Herbert Ninaus zu Hakoah wechselte. Er blieb bis 1967 bei Prague, wenngleich er im letzten Jahr vornehmlich für die Reserve auflief. Mit Prague gewann er 1963 die Liga von Neusüdwales, der Verein konnte sich allerdings nicht für das Grand Final qualifizieren.
Im Mai 1964 lief er bei einem Spiel gegen die englische Erstligamannschaft Everton FC auch einmal für die Australische Nationalmannschaft auf. Dort kamen mit Karl Jaroš und Herbert Ninaus zwei weitere Österreicher zum Einsatz. Letzterer besorge die beiden Ehrentreffer bei der 2:8-Niederlage vor 32.500 Zusehern im Olympic Park von Melbourne.
Peter Hrncir lebte zuletzt in Port Macquarie, knapp 400 Kilometer nördlich von Sydney.